# Meropeidae
Meropeidae é uma família Mecoptera com apenas três espécies vivas que possuem distribuição disjunta. Abriga a espécie Austromerope brasiliensis, descoberta recentemente por Machado et al., em 2013. A biologia dessas espécies é pouco conhecida e as suas larvas nunca foram vistas. A distribuição disjunta pode ser referente a um surgimento comum antes do rompimento da Pangea. Conhece-se dois gêneros extintos, Boreomerope antigua Novokschonov datado do período Jurássico Médio na região da  Sibéria e Thaumatomerope com quatro espécies descritas, todas da Formação Madygen no Quirguistão. Muitos dos membros existentes desta família podem ser considerados fósseis vivos, característica de interesse filogenético devido a sua suposta posição mais basal na ordem Mecoptera.
Com dois gêneros:  Austromerope descrito por Killington (1933)  e Merope descrito por Newman (1838).  Cada um dos gêneros possui apenas uma espécie, sendo, respectivamente, Austromerope poultoni comum da Australia e Merope tuber da porção oriental estadunidense.